# Мысовые тоннели
Мысовые тонне́ли — комплекс железнодорожных тоннелей на Байкало-Амурской магистрали, на участке Северобайкальск — Нижнеангарск (Бурятия).
Тоннели выстроены на участке железной дороги, проходящем вдоль озера Байкал, и предназначены для пропуска поездов сквозь отроги Байкальского хребта, вплотную примыкающие к озеру. Длина тоннелей: 413,9 м (Первый Мысовой тоннель), 1843,4 м (Второй Мысовой тоннель), 1706 м (Третий Мысовой тоннель) и 1343,7 м (Четвёртый Мысовой тоннель). Все четыре тоннеля строились под два пути (сечение составляет 122—126 м²), однако через них проложен только один путь.
На стадии проектирования было предложено четыре варианта прохода магистрали: низовой, с четырьмя тоннелями без эстакад и виадуков, эстакадный с четырьмя тоннелями и 300 эстакад и виадуков, верховой с тремя тоннелями и 150 эстакад и виадуков, верховой с четырьмя тоннелями и также с наличием эстакад и виадуков. Два первых варианта требовали значительного объёма берегоукрепительных работ; в итоге было решено остановиться на четвёртом варианте.
Строительство комплекса тоннелей было начато тоннельным отрядом № 16 под руководством А. И. Подзарея (трест «Бамтоннельстрой») в феврале 1978 года (первым стал строиться Второй Мысовой тоннель) и закончено (вместе с прилегающими галереями) к ноябрю 1986 года. Проходка тоннелей велась горным способом, разработка породы осуществлялась буро-взрывным способом с применением опережающего защитного экрана из труб. Обделка выполнялась из монолитного железобетона. Сдача всего комплекса в эксплуатацию осуществлена в 1989 году.